# Walk-off home run

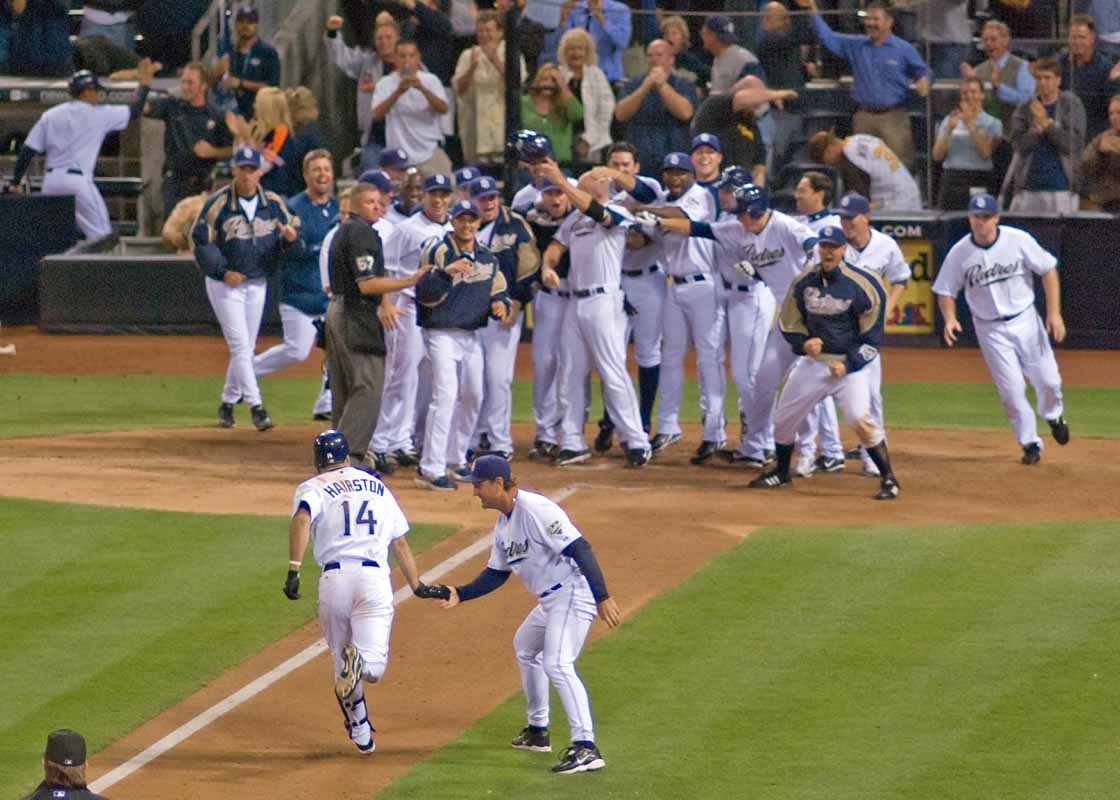
Scott Hairston se dirigindo ao home plate para celebrar com seus companheiros de time após rebater um walk-off home run pelo San Diego Padres em 2007.

No beisebol, um walk-off home run é um home run que finaliza o jogo. Deve ser um home run que dá ao time da casa a liderança (e  consequentemente, a vitória) na parte baixa da entrada final do jogo. Assim o time da casa pode "andar para fora" de campo imediatamente após a rebatida, ao invés de terminar a entrada. O termo também se aplica à cena final do jogo em que o arremessador "anda para fora" de campo enquanto o outro time celebra. Qualquer cenário de "walk off", que finaliza o jogo, só pode ser conseguido pelo time da casa.

## História e uso do termo
Embora o conceito de um home run que encerra a partida ser antigo no beisebol, o adjetivo "walk-off" teve sua utilização generalizada alcançada somente no fim dos anos 1990 e começo dos anos 2000.
O primeiro uso conhecido da expressão apareceu no jornal San Francisco Chronicle em 21 de abril de 1988, Seção D, Página 1. O escritor do Chronicle Lowell Cohn escreveu um artigo com o título "What the Eck?" sobre o modo pouco usual de falar do arremessador fechador do Oakland Athletics, Dennis Eckersley: "Para uma tradução, eu vou em busca de Eckersley. Também quero saber porque ele chama alguns home runs de 'street pieces' e home runs que acontecem na última vez ao bastão em um jogo de 'walkoff pieces' ..." Embora o termo originalmente tenha sido cunhado em uma conotação negativa, em referência ao arremessador (que deve "andar para fora" ("walk off") do campo com sua cabeça pendendo em vergonha), se tornou uma conotação mais de celebração, para o rebatedor que circula as bases com orgulho pela adulação da plateia.
Narradores também usam o termo "walk-off hit" (rebatida de walk-off) se qualquer tipo de rebatida resulta na corrida vencedora do jogo. Os termos  "walk-off hit by pitch", "walk-off walk" (um  walk com as bases lotadas), "walk-off wild pitch", "walk-off com erro", "walk-off  com roubo do home", "walk-off  com bola passada" e "walk-off balk" tem sido também aplicados, e este último foi apelidado de "balk-off". É uma extensão do uso do termo em chamar uma rebatida de walk-off quando o que encerra o jogo não é a rebatida mas alguma falha da defesa durante a jogada. No dia seguinte à jogada de Eric Bruntlett que encerrou a partida com uma  queimada tripla sem assistência pelo Philadelphia Phillies contra o New York Mets em 23 de Agosto de 2009, o Philadelphia Daily News usou o termo "walk-off triple play" para descrever o momento.
A partir da década de 1990, um walk-off grand slam que transformasse um déficit de 3 corridas em vitória se tornou conhecido como o grand slam definitivo. Houve 28 casos documentados na história das grandes ligas – todas aconteceram durante a temporada regular, 15 destes vieram com dois eliminados. Nenhum jogador conseguiu a façanha mais de uma vez. Dos 28 home runs, apenas o de Roberto Clemente foi um inside-the-park home run, no espaçoso Forbes Field em 25 de Julho de 1956. O técnico do  Pirates e também treinador de terceira-base Bobby Bragan o instruiu a parar na terceira-base, mas Clemente seguiu adiante apesar do sinal de parada para anotar a corrida vencedora. Os grand slams de Alan Trammell em 21 de Junho de 1988 e Chris Hoiles em 17 de Maio de 1996 ocorreram sob a situação clichê:  bases lotadas, dois eliminados, contagem completa, parte baixa da nona entrada e perdendo por três corridas. O feito foi mais tarde referido como o definitivo-definitivo grand slam. O mais recente "definitivo grand slam" foi conseguido por Rajai Davis, que alcançou a façanha na nova entrada na vitória dos Detroit Tigers sobre o Oakland Athletics por 5–4 em 30 de Junho de 2014.
Apenas quatro arremessadores na história da MLB sofreram dois grand slams que finalizaram o jogo em uma temporada, de acordo com o Elias Sports Bureau:
- Satchel Paige do St. Louis Browns em 1952, rebatido por Sammy White do Boston Red Sox em 30 de Junho e por Eddie Joost do Philadelphia Athletics em 15 de Julho.
- Lindy McDaniel do Chicago Cubs em 1963, rebatido por Bob Aspromonte do Houston Colt .45s em 11 de Junho e por Jim Hickman do New York Mets em 9 de Agosto.
- Lee Smith do California Angels em 1995, rebatido por Mark McGwire do Oakland Athletics em 30 de Junho e por  Albert Belle do Cleveland Indians em 18 de Julho.
- Francisco Rodríguez do New York Mets em 2009, rebatido pelos novatos Everth Cabrera do San Diego Padres em 7 de Agosto e por Justin Maxwell do Washington Nationals em 30 de Setembro. Rodríguez é o único arremessador a sofrer dois grand slams que finalizaram a partida rebatidos por dois novatos.

## Regras relevantes
As regras do beisebol estabelecem que:
- Um rebatedor é intitulado para um home run apenas "quando tiver tocado todas as bases legalmente." (Regra 6.09(d); também 7.05(a))
- Um rebatedor está eliminado, durante um apelo, por não tocar cada base em ordem ou por ultrapassar um corredor precedente. Em alguns casos, todas as corridas anotadas são invalidadas. (Regra 7.10 e 7.12)

O primeiro ponto foi problemático na decisão da American League Championship Series de 1976 entre o New York Yankees e o Kansas City Royals. O  Yankees e o Royals entraram na parte baixa da nona entrada no decisivo quinto jogo empatados em 6–6; Mark Littell era o arremessador do Kansas City e Chris Chambliss era o primeiro rebatedor do Yankees. Chambliss rebateu o primeiro arremesso de Littell para as arquibancadas do lado direito para vencer o jogo. Entretanto, os torcedores do Yankees invadiram o campo do Yankee Stadium para celebrar a vitória e impediram que Chambliss tocasse o home plate. Reconhecendo a impossibilidade de Chambliss percorrer as bases devido o mar de pessoas que estavam em campo, os árbitros mais tarde escoltaram Chambliss de volta para o home plate e presenciaram ele tocar a base com o pé, tornando assim a vitória do Yankees "oficial". (Um comentário na Regra 5.08(b) permite aos umpires recompensar com a corrida se os fãs impedirem o corredor de tocar o home plate.)
Outro ponto nos leva a Robin Ventura e seu "Grand Slam Single" na disputa do National League Championship Series em 1999. Na parte baixa da 15ª entrada, o New York Mets empatava com o Atlanta Braves em 3–3. Ventura veio ao bastão com as bases lotadas, e rebateu um grand slam vencendo o jogo. Roger Cedeño anotou corrida vindo da terceira base e John Olerud apareceu para anotar corrida vindo da segunda base, mas  Todd Pratt, que estava na primeira base correu para a segunda, se virou e abraçou Ventura, assim como o resto do time que invadia o campo. A decisão oficial foi que, devido Ventura nunca ter avançado além da primeira base, foi uma rebatida simples, e portanto apenas a corrida de  Cedeño foi contada, fazendo o placar final oficial ser 4–3.
Outro ponto não era uma regra até 1920; o jogo se encerrava no momento em que a corrida vitoriosa era anotada. Esta regra afetava o placar de 40 rebatidas, de 1884 até 1918, que seriam anotadas como o home run vencedor do jogo.

## Desempates em playoffs, pós-temporada e All-Star Game

### World Series
Na lista abaixo, home runs que finalizaram uma série da pós-temporada estão denotados com o nome do jogador em negrito. Home runs nos quais o time vencedor estava atrás no placar estão denotados em negrito. No campo Situação,  out denota quantos jogadores tinham sido eliminados na entrada até aquele momento; on quantos jogadores estava em base; Leadoff significa que este jogador era o primeiro rebatedor da entrada.
| Ano  | Jogo                     | Rebatedor                          | Local                           | Arremessador                          | Situação            | Placar final | Placar da série | Notas |
| ---- | ------------------------ | ---------------------------------- | ------------------------------- | ------------------------------------- | ------------------- | ------------ | --------------- | --- |
| 1949 | Jogo 1, 5 de Outubro     | Tommy Henrich, New York Yankees    | Yankee Stadium                  | Don Newcombe, Brooklyn                | 0–0, 9ª 0 out 0 on  | 1–0          | 1–0 NYY         | A rebatida de Henrich na nona foi o primeiro home run que encerrava uma partida na história da Série Mundial. Foi a única corrida do jogo. |
| 1954 | Jogo 1, 29 de Setembro   | Dusty Rhodes, New York Giants      | Polo Grounds                    | Bob Lemon, Cleveland Indians          | 2–2, 10ª 1 out 2 on | 5–2          | 1–0 NYG         | O home run de três corridas de Rhodes com um eliminado na décima entrada não é tão bem lembrado como a espetacular pegada sobre os ombros de Willie Mays mais cedo no jogo. |
| 1957 | Jogo 4, 6 de Outubro     | Eddie Mathews, Milwaukee Braves    | County Stadium                  | Bob Grim, New York Yankees            | 5–5, 10ª 1 out 1 on | 7–5          | 2–2             | Mathews rebateu um home run de duas corridas com um eliminado na décima para empatar a série. |
| 1960 | Jogo 7, 13 de Outubro    | Bill Mazeroski, Pittsburgh Pirates | Forbes Field                    | Ralph Terry, New York Yankees         | 9–9, 9ª 0 out 0 on  | 10–9         | 4–3 PIT         | O home run de Mazeroski na nona entrada encerrou a série, dando ao Pirates seu primeiro campeonato desde 1925. É o único home run que deu a vitória no jogo 7 na história da World Series. Após o Forbes Field ter sido demolido, a seção do muro no campo esquerdo onde a bola passou foi movida para a nova casa do Pirates, o Three Rivers Stadium, e mais tarde foi movida para a casa atual, PNC Park. Uma linha de tijolos marca esta seção, próxima a seção preservada do muro, e uma placa que indica o local onde o home run de Mazeroski deixou o campo de jogo está incorporada à calçada atual. |
| 1964 | Jogo 3, 10 de Outubro    | Mickey Mantle, New York Yankees    | Yankee Stadium                  | Barney Schultz, St. Louis Cardinals   | 1–1, 9ª 0 out 0 on  | 2–1          | 2–1 NYY         | Mantle rebateu o home run no primeiro arremesso da nona entrada dando a vitória ao Yankees. |
| 1975 | Jogo 6, 21 de Outubro    | Carlton Fisk, Boston Red Sox       | Fenway Park                     | Pat Darcy, Cincinnati Reds            | 6–6, 12ª 0 out 0 on | 7–6          | 3–3             | O home run de Fisk foi sobre o Green Monster, próximo ao poste, na 12ª entrada, empatando a série em um dos momentos mais lembrados na história do esporte. Este home run indiscutivelmente mudou a maneira da cobertura dos esportes televisados; pois os operadores de câmera não seguiram a sugestão do produtor, assim sendo a câmera se fixou em Fisk empurrando o ar com as mãos como querendo mudar a trajetória da bola. Esta imagem de Fisk se provou tão dramática que a imagem capturando a reação do jogador se tornou normal nas transmissões esportivas. |
| 1988 | Jogo 1, 15 de Outubro    | Kirk Gibson, Los Angeles Dodgers   | Dodger Stadium                  | Dennis Eckersley, Oakland Athletics   | 3–4, 9ª 2 out 1 on  | 5–4          | 1–0 LA          | Gibson que estava machucado e mancando, e mais tarde se tornaria o MPV da Liga Nacional, fez sua única aparição no bastão na série como rebatedor designado e conseguiu um home run de duas corridas com dois eliminados. Jogando pelo Dodgers, considerado uma zebra naquele ano. José Canseco do Oakland tinha conseguido todas as corridas anotadas pelo time com um grand slam na segunda entrada. O narrador Jack Buck, da CBS Radio exclamou "Eu não acredito no que acabei de ver!" enquanto Gibson circulava pelas bases. |
| 1988 | Jogo 3, 18 de Outubro    | Mark McGwire, Oakland Athletics    | Oakland-Alameda County Coliseum | Jay Howell, Los Angeles Dodgers       | 1–1, 9ª 1 out 0 on  | 2–1          | 2–1 LA          | O home run de McGwire com um eliminado deu ao Oakland sua única vitória na série. Foi a primeira vez em que dois home runs que encerraram a partida foram rebatidas na mesma série de pós-temporada. |
| 1991 | Jogo 6, 26 de Outubro    | Kirby Puckett, Minnesota Twins     | Hubert H. Humphrey Metrodome    | Charlie Leibrandt, Atlanta Braves     | 3–3, 11ª 0 out 0 on | 4–3          | 3–3             | Puckett, que tinha salvo o jogo em uma jogada defensiva mais cedo neste jogo, rebateu um home run na 11ª entrada empatando a série. A narração de Jack Buck da CBS ficou famosa: "Nos vemos... amanhã à noite!" Além disso, Puckett quase rebateu pelo ciclo, conseguindo duas simples, uma tripla e um home run. |
| 1993 | Jogo 6, 23 de Outubro    | Joe Carter, Toronto Blue Jays      | SkyDome                         | Mitch Williams, Philadelphia Phillies | 5–6, 9ª 1 out 2 on  | 8–6          | 4–2 TOR         | Carter rebateu um home run de três corridas com um eliminado dando ao Toronto seu segundo campeonato consecutivo. |
| 1999 | Jogo 3, 26 de Outubro    | Chad Curtis, New York Yankees      | Yankee Stadium                  | Mike Remlinger, Atlanta Braves        | 5–5, 10ª 0 out 0 on | 6–5          | 3–0 NYY         | Curtis rebateu seu segundo home run da noite dando ao Yankees a liderança folgada da série. |
| 2001 | Jogo 4, 31 de Outubro    | Derek Jeter, New York Yankees      | Yankee Stadium                  | Byung-Hyun Kim, Arizona Diamondbacks  | 3–3, 10ª 2 out 0 on | 4–3          | 2–2             | O home run de Jeter com dois eliminados na décima entrada empatou a série. Jeter ficou conhecido como "Mr. November" pois foi o primeiro jogador a rebater durante o mês de Novembro (logo após a meia-noite de 1º de Novembro); a série estava atrasada por causa dos ataques de 11 de setembro de 2001. |
| 2003 | Jogo 4, 22 de Outubro    | Álex González, Florida Marlins     | Pro Player Stadium              | Jeff Weaver, New York Yankees         | 3–3, 12ª 0 out 0 on | 4–3          | 2–2             | González, que tinha cinco rebatidas em 53 vezes ao bastão na pós-temporada e uma rebatida em 13 vezes ao bastão na Série Mundial, rebateu um home run com contagem completa na 12ª entrada, empatando a série. |
| 2005 | Jogo 2, 23 de Outubro    | Scott Podsednik, Chicago White Sox | U.S. Cellular Field             | Brad Lidge, Houston Astros            | 6–6, 9ª 1 out 0 on  | 7–6          | 2–0 CHW         | Após Paul Konerko rebater um grand slam dando ao Chicago a liderança por 6–4 na sétima entrada e o Houston empatar na nona, Podsednik, que não tinha conseguido um home run em 129 jogos na temporada regular, rebateu um para o campo direito com um eliminado vencendo a partida. |
| 2011 | Jogo 6, 27 de Outubro 27 | David Freese, St. Louis Cardinals  | Busch Stadium                   | Mark Lowe, Texas Rangers              | 9–9, 11ª 0 out 0 on | 10–9         | 3–3             | Após o Texas ter a liderança na nona e décima entrada por duas corridas cada, o Cardinals correu por duas vezes para manter o placar empatado na parte baixa da décima. Jake Westbrook arremessou para o home run solo de David Freese na décima primeira entrada empatando a série e forçando o jogo 7, no qual o Cardinals se consolidaram campeões da Série Mundial. O comentarista Joe Buck repetiu as palavras de seu falecido pai, Jack, após o home run de Kirby Puckett na Série Mundial de 1991, dizendo "...we will see you tomorrow night!" ("...nos vemos amanhã à noite!"). Os homers de Puckett e Freese ocorreram sob circunstâncias similares: 1) ambos aconteceram durante o jogo da World Series e 2) ambos jogadores eram os primeiros rebatedores da entrada final. |

### Desempates nos playoffs
LN = Liga Nacional

LA = Liga Americana
| Ano               | Jogo                 | Rebatedor                  | Local        | Arremessador           | Situação           | Placar final | Placar da série | Notas |
| ----------------- | -------------------- | -------------------------- | ------------ | ---------------------- | ------------------ | ------------ | --------------- | --- |
| Desempate LN 1951 | Jogo 3, 3 de Outubro | Bobby Thomson, N.Y. Giants | Polo Grounds | Ralph Branca, Brooklyn | 2–4, 9ª 1 out 2 on | 5–4          | 2–1 NYG         | O Giants entraram na nona entrada atrás no placar por 1-4. Alvin Dark e Don Mueller iniciaram a entrada rebatendo uma simples. Após um eliminado, Whitey Lockman conseguiu uma dupla, Dark anotou corrida e Mueller foi para a terceira base. O arremessador do Dodgers Don Newcombe foi substituído por Branca. Com a contagem em 0 bolas e 1 strike, Thomson rebateu seu home run para o campo esquerdo mandando o Giants para a World Series de 1951. Este home run ficou conhecido como "Shot Heard 'Round the World'". |

### Outras séries da pós-temporada
ALDS = American League Division Series

ALCS = American League Championship Series

ALWCG = American League Wild Card Game

NLDS = National League Division Series

NLCS = National League Championship Series

#### Jogo de Wild Card
| Ano        | Data        | Rebatedor                            | Local         | Arremessador                      | Situação            | Placar final | Notas                                                                                         |
| ---------- | ----------- | ------------------------------------ | ------------- | --------------------------------- | ------------------- | ------------ | --------------------------------------------------------------------------------------------- |
| 2016 ALWCG | 4 e outubro | Edwin Encarnación, Toronto Blue Jays | Rogers Centre | Ubaldo Jiménez, Baltimore Orioles | 2–2, 11ª 1 out 2 on | 5–2          | Edwin Encarnación rebateu no primeiro arremesso avançando o Blue Jays para a disputa da ALDS. |

#### Série de divisão
| Ano       | Jogo                  | Rebatedor                              | Local            | Arremessador                      | Situação            | Placar final | Placar da série | Notas |
| --------- | --------------------- | -------------------------------------- | ---------------- | --------------------------------- | ------------------- | ------------ | --------------- | --- |
| 1981 NLDS | Jogo 1, 6 de Outubro  | Alan Ashby, Houston Astros             | Astrodome        | Dave Stewart, Los Angeles Dodgers | 1–1, 9ª 2 out 1 on  | 3–1          | 1–0 HOU         | Com dois eliminados na nona entrada, Ashby venceu com uma rebatida de duas corridas após Nolan Ryan arremessar em jogo de apenas duas rebatidas. |
| 1981 NLDS | Jogo 4, 10 de Outubro | George Vukovich, Philadelphia Phillies | Veterans Stadium | Jeff Reardon, Montreal Expos      | 5–5, 10ª 0 out 0 on | 6–5          | 2–2             | O rebatedor designado Vukovich rebateu com a contagem em 2–0 para o campo direito obtendo a liderança na décima entrada, empatando a série. |
| 1995 ALDS | Jogo 1, 3 de Outubro  | Tony Peña, Cleveland Indians           | Jacobs Field     | Zane Smith, Boston Red Sox        | 4–4, 13ª 2 out 0 on | 5–4          | 1–0 CLE         | Em jogo que durou cinco horas, atrasado duas vezes devido à chuva, Peña rebateu seu home run com dois eliminados na 13ª entrada, às 2:08 na madrugada para obter a vitória; era a 11ª derrota consecutiva do Boston na pós-temporada e a primeira vitória do Cleveland desde a World Series de 1948. Este jogo que foi o mais longo até aquele momento na história da pós-temporada, deteve o recorde por apenas um dia.                                |
| 1995 ALDS | Jogo 2, 4 de Outubro  | Jim Leyritz, New York Yankees          | Yankee Stadium   | Tim Belcher, Seattle Mariners     | 5–5, 15ª 1 out 1 on | 7–5          | 2–0 NYY         | Com um eliminado na 15ª entrada, Leyritz rebateu um home run de duas corridas para a direita. Com 5 horas e 13 minutos de duração, este jogo quebrou o recorde estabelecido no dia anterior como o jogo de maior duração na pós-temporada. |
| 1999 NLDS | Jogo 4, 9 de Outubro  | Todd Pratt, New York Mets              | Shea Stadium     | Matt Mantei, Arizona Diamondbacks | 3–3, 10ª 1 out 0 on | 4–3          | 3–1 NYM         | Pratt, substituindo Mike Piazza que estava lesionado, rebateu um home run para o campo central com um eliminado na décima entrada ganhando a série; Steve Finley quase apanhou a bola mas esta ultrapassou sua luva. |
| 2000 NLDS | Jogo 3, 7 de Outubro  | Benny Agbayani, New York Mets          | Shea Stadium     | Aaron Fultz, San Francisco Giants | 2–2, 13ª 1 out 0 on | 3–2          | 2–1 NYM         | Com um eliminado na 13ª, Agbayani rebateu seu home run para o centro-esquerdo encerrando a partida com cinco horas e 22 minutos. |
| 2003 ALDS | Jogo 3, 4 de Outubro  | Trot Nixon, Boston Red Sox             | Fenway Park      | Rich Harden, Oakland Athletics    | 1–1, 11ª 1 out 1 on | 3–1          | 2–1 OAK         | Com um eliminado na 11ª, o rebatedor designado Nixon rebateu com a contagem em 1–1 para o campo central seu homer de duas corridas. |
| 2004 NLDS | Jogo 2, 7 de Outubro  | Rafael Furcal, Atlanta Braves          | Turner Field     | Dan Miceli, Houston Astros        | 2–2, 11ª 2 out 1 on | 4–2          | 1–1             | Com dois eliminados na 11ª, Furcal rebateu seu home run de duas corridas para o campo direito com a contagem em 1–2 empatando a série. |
| 2004 ALDS | Jogo 3, 8 de Outubro  | David Ortiz, Boston Red Sox            | Fenway Park      | Jarrod Washburn, Angels           | 6–6, 10ª 2 out 1 on | 8–6          | 3–0 BOS         | Washburn entrou no jogo com dois eliminados na décima e Ortiz rebateu no primeiro arremesso para o campo esquerdo o home run de duas corridas vencendo a série para o Red Sox. Vladimir Guerrero tinha empatado o jogo para o Angels com um grand slam na sétima entrada. |
| 2005 NLDS | Jogo 4, 9 de Outubro  | Chris Burke, Houston Astros            | Minute Maid Park | Joey Devine, Atlanta Braves       | 6–6, 18ª 1 out 0 on | 7–6          | 3–1 HOU         | Burke rebateu seu home run para o campo esquerdo com a contagem de arremessos em 2–0 com um eliminado na 18ª entrada, mandando o Astros para a decisão da NLCS pelo segundo ano consecutivo. Com 5 horas e 50 minutos, foi o mais longo jogo em duração e número de entradas da história da pós-temporada até o jogo 2 da National League Division Series de 2014 quando o Nationals e o Giants batalharam durante 18 entradas em 6 horas e 23 minutos. |
| 2007 ALDS | Jogo 2, 5 de Outubro  | Manny Ramírez, Boston Red Sox          | Fenway Park      | Francisco Rodriguez, Angels       | 3–3, 9ª 2 out 2 on  | 6–3          | 2–0 BOS         | Com dois eliminados na parte baixa da 9ª entrada e dois homens em base, Ramírez rebateu com a contagem em 1–0 por sobre o Green Monster e além dos assentos, fazendo a bola ir parar na Lansdowne Street atrás do Fenway Park. |
| 2009 ALDS | Jogo 2, 9 de Outubro  | Mark Teixeira, New York Yankees        | Yankee Stadium   | Jose Mijares, Minnesota Twins     | 3–3, 11ª 0 out 0 on | 4–3          | 2–0 NYY         | Com nenhum eliminado e nenhum homem em base na parte baixa da 11ª, Teixeira rebateu para o campo esquerdo com a contagem em 2-1 dando ao Yankees a vitória por 4-3 e a liderança na série por 2-0. |
| 2012 ALDS | Jogo 3, 10 de Outubro | Raúl Ibañez, New York Yankees          | Yankee Stadium   | Brian Matusz, Baltimore Orioles   | 2–2, 12ª 0 out 0 on | 3–2          | 2–1 NYY         | Na parte baixa da nona entrada com um eliminado e ninguém em base, Ibañez rebateu um home run solo empatando o jogo em 2-2. Então na 12ª, rebateu outro home run dando ao Yankees a vitória e a liderança na série por 2-1. |
| 2012 NLDS | Jogo 4, 11 de Outubro | Jayson Werth, Washington Nationals     | Nationals Park   | Lance Lynn, St. Louis Cardinals   | 1–1, 9ª 0 out 0 on  | 2–1          | 2–2             | Werth rebateu no 13º arremesso em sua vez ao bastão para o campo esquerdo dentro do bullpen vencendo o jogo para o Nationals e forçando o jogo 5. |
| 2013 ALDS | Jogo 3, 7 de Outubro  | José Lobatón, Tampa Bay Rays           | Tropicana Field  | Koji Uehara, Boston Red Sox       | 4–4, 9ª 2 out 0 on  | 5–4          | 2–1 BOS         | Com dois eliminados e nenhum jogador em base na nona entrada, Lobatón rebateu seu home run para o campo centro-direito dentro do tanque de peixes mantendo vivas as esperanças do Rays na pós-temporada. |

#### League Championship Series
| Ano       | Jogo                  | Rebatedor                             | Local                           | Arremessador                            | Situação            | Placar finalFinal score | Placar da série | Notas |
| --------- | --------------------- | ------------------------------------- | ------------------------------- | --------------------------------------- | ------------------- | ----------------------- | --------------- | --- |
| 1973 NLCS | Jogo 1, 6 de Outubro  | Johnny Bench, Cincinnati Reds         | Riverfront Stadium              | Tom Seaver, New York Mets               | 1–1, 9ª 1 out 0 on  | 2–1                     | 1–0 CIN         | Seaver estaeleceu um recorde na NLCS com 13 strikeouts e ainda conseguir a única corrida impulsionada do Metsno jogo, mas cometeu dois erros no home run de Pete Rose que empatou o jogo na oitava entrada e na rebatida de Bench na nona entrada com um eliminado. |
| 1973 ALCS | Jogo 3, 9 de Outubro  | Bert Campaneris, Oakland Athletics    | Oakland-Alameda County Coliseum | Mike Cuellar, Baltimore Orioles         | 1–1, 11ª 0 out 0 on | 2–1                     | 2–1 OAK         | Campaneris rebateu no segundo arremesso da 11ª entrada para o campo esquerdo; foi apenas a quarta rebatida permitida por Cuellar. |
| 1976 ALCS | Jogo 5, 14 de Outubro | Chris Chambliss, New York Yankees     | Yankee Stadium                  | Mark Littell, Kansas City Royals        | 6–6, 9ª 0 out 0 on  | 7–6                     | 3–2 NYY         | Após George Brett empatar o jogo com um home run de três corridas na oitava entrada, Chambliss conseguiu a primeira flâmula do Yankees desde 1964 com um home run para o campo direito no primeiro arremesso da nona entrada. Entretanto, os torcedores do Yankees invadiram o campo do Yankee Stadium para celebrar a vitória e impediram que Chambliss tocasse o home plate. Reconhecendo a impossibilidade de Chambliss percorrer as bases devido o mar de pessoas que estavam em campo, os árbitros mais tarde escoltaram Chambliss de volta para o home plate e presenciaram ele tocar a base com o pé, tornando assim a vitória do Yankees "oficial". Os danos foram estimados em $100.000. |
| 1979 ALCS | Jogo 1, 3 de Outubro  | John Lowenstein, Baltimore Orioles    | Memorial Stadium                | John Montague, California Angels        | 3–3, 10ª 2 out 2 on | 6–3                     | 1–0 BAL         | Com dois eliminados na décima entrada, Lowenstein rebateu com dois strikes para o campo esquerdo um home run de três corridas. |
| 1984 NLCS | Jogi 4, 6 de Outubro  | Steve Garvey, San Diego Padres        | Jack Murphy Stadium             | Lee Smith, Chicago Cubs                 | 5–5, 9ª 1 out 1 on  | 7–5                     | 2–2             | Com um eliminado na nona entrada, rebateu bola rápida para o campo direito para um home run de duas corridas, sua quarta rebatida do dia com cinco RBIs; Garvey conseguiu 20 RBIs na carreira durante em jogos de pós-temporada. |
| 1985 NLCS | Jogo 5, 14 de Outubro | Ozzie Smith, St. Louis Cardinals      | Busch Memorial Stadium          | Tom Niedenfuer, Los Angeles Dodgers     | 2–2, 9ª 1 out 0 on  | 3–2                     | 3–2 STL         | Smith chocou a plateia com um home run com um eliminado, rebatendo para o lado direito com a contagem de arremessos em 1–2. Smith conseguiu 13 home runs na carreira em oito temporada mas este foi o primeiro rebatendo pelo lado esquerdo. A narração Jack Buck, narrador oficial do Cardinals e da rádio KMOX, ficou famosa: "Go crazy, folks! Go crazy!" |
| 1986 NLCS | Jogo 3, 11 de Outubro | Lenny Dykstra, New York Mets          | Shea Stadium                    | Dave Smith, Houston Astros              | 4–5, 9ª 1 out 1 on  | 6–5                     | 2–1 NYM         | Com um eliminado na nona entrada, Dykstra rebateu seu home run de duas corridas com a contagem em 0–1 para o campo direito. Foi a primeira vez na história da pós-temporada em um que um home run que venceu o jogo foi rebatido pelo que time que estava atrás do placar. |
| 1996 ALCS | Jogo 1, 9 de Outubro  | Bernie Williams, New York Yankees     | Yankee Stadium                  | Randy Myers, Baltimore Orioles          | 4–4, 11ª 0 out 0 on | 5–4                     | 1–0 NYY         | Em um dos mais controversos jogo na história da pós-temporada, Williams rebateu seu home run na 11ª entrada, vencendo o jogo. O Yankees tinha empatado o jogo em 4–4 na oitava entrada quando o garoto de 12 anos Jeffrey Maier interferiu na trajetória da bola rebatida por Derek Jeter, empurrando a bola para dentro da arquibancada; o umpire Rich Garcia decidiu que o lance foi um home run, mas reconheceu seu erro após ver o replay depois do jogo encerrado. |
| 1999 ALCS | Jogo 1, 13 de Outubro | Bernie Williams, New York Yankees     | Yankee Stadium                  | Rod Beck, Boston Red Sox                | 3–3, 10ª 0 out 0 on | 4–3                     | 1–0 NYY         | Após o arremessador Beck entrar no jogo no começo da décima entrada, Williams rebateu um home run no segundo arremesso, se tornando o primeiro jogador a rebater dois home runs que encerraram a partida em jogos de pós-temporada. |
| 1999 NLCS | Jogo 5, 17 de Outubro | Robin Ventura, New York Mets          | Shea Stadium                    | Kevin McGlinchy, Atlanta Braves         | 3–3, 15ª 1 out 3 on | 4–3                     | 3–2 ATL         | O Mets empatou o jogo em 3–3 com um walk com bases lotadas e um eliminado na 15ª entrada. Ventura conseguiu um grand slam, sendo este o primeiro grand slam vencedor e o primeiro grand slam em entradas extras na história da pós-temporada, forçando assim o jogo 6. Ventura foi oficialmente creditado com uma rebatida simples ou como ficou conhecido grand slam single pois apenas o jogador da terceira base tocou o home plate enquanto os outros jogadores comemoravam com Ventura. |
| 2001 ALCS | Jogo 4, 21 de Outubro | Alfonso Soriano, New York Yankees     | Yankee Stadium                  | Kazuhiro Sasaki, Seattle Mariners       | 1–1, 9ª 1 out 1 on  | 3–1                     | 3–1 NYY         | Com um eliminado na nona entrada, Soriano rebateu um home run de duas corridas para o campo central dando a vitória ao Yankees em sua quarta conquista consecutiva de flâmula. |
| 2003 ALCS | Jogo 7, 16 de Outubro | Aaron Boone, New York Yankees         | Yankee Stadium                  | Tim Wakefield, Boston Red Sox           | 5–5, 11ª 0 out 0 on | 6–5                     | 4–3 NYY         | Boone rebateu um home run para a esquerda no primeira arremesso da 11ª entrada dando ao Yankees sua sexta flâmula em oito anos. |
| 2004 ALCS | Jogo 4, 17 de Outubro | David Ortiz, Boston Red Sox           | Fenway Park                     | Paul Quantrill, New York Yankees        | 4–4, 12ª 0 out 1 on | 6–4                     | 3–1 NYY         | Com nenhum eliminado na 12ª entrada, Ortiz rebateu um home run de duas corridas para o campo direito com a contagem de arremessos em 2–1, mantendo a esperança de Boston viva na série; vindo apenas dez dias após seu home run vitorioso contra o Angels, Ortiz se tornou o primeiro jogador a rebater dois home runs vencedores na mesma pós-temporada. Foi a primeira vitória do Red Sox na histórica virada contra o Yankees na ALCS. Mais tarde no mesmo dia (o jogo terminou após a meia-noite), Ortiz rebateria uma rebatida simples na 14ª entrada, dando a vitória ao Red Sox. Ortiz ganharia o título de MVP da série.                                                                  |
| 2004 NLCS | Jogo 5, 18 de Outubro | Jeff Kent, Houston Astros             | Minute Maid Park                | Jason Isringhausen, St. Louis Cardinals | 0–0, 9ª 1 out 2 on  | 3–0                     | 3–2 HOU         | Com um eliminado na nona entrada, Kent rebateu um home run de três corridas para o campo esquerdo no primeiro arremesso dando a vitória ao Astros em sua primeira conquista de flâmula. |
| 2004 NLCS | Game 6, October 20    | Jim Edmonds, St. Louis Cardinals      | Busch Memorial Stadium          | Dan Miceli, Houston Astros              | 4–4, 12ª 1 out 1 on | 6–4                     | 3–3             | No jogo seguinte da série Astros-Cardinals, Edmonds rebateu um home run de duas corridas para o lado direito com a contagem em 0–1 com um eliminado na 12ª entrada, empatando a série. Miceli se tornou o primeiro arremessador a sofrer dois home runs vencedores na mesma pós-temporada. |
| 2006 ALCS | Jogo 4, 14 de Outubro | Magglio Ordóñez, Detroit Tigers       | Comerica Park                   | Huston Street, Oakland                  | 3–3, 9ª 2 out 2 on  | 6–3                     | 4–0 DET         | Com dois eliminados na parte baixa da nona entrada, após duas rebatidas simples consecutivas de Craig Monroe e Plácido Polanco, Ordóñez rebateu bola rápida com a contagem em 1–0 sobre o muro do campo esquerdo, finalizando a série e varrendo o Oakland. Foi a primeira flâmula conquistada pelo Tigers em 22 anos. |
| 2011 ALCS | Jogo 2, 10 de Outubro | Nelson Cruz, Texas Rangers            | Globe Life Park in Arlington    | Ryan Perry, Detroit Tigers              | 3–3, 11ª 0 out 3 on | 7–3                     | 2–0 TEX         | Com nenhum eliminado na parte baixa da 11ª entrada, após rebatidas simples consecutivas de Michael Young, Adrián Beltré e Mike Napoli, Cruz rebateu para o campo esquerdo, colocando o Rangers à duas vitórias de aparições consecutivas na World Series com o primeiro walk-off grand slam na história da pós-temporada. |
| 2014 NLCS | Jogo 2, 12 de Outubro | Kolten Wong, St. Louis Cardinals      | Busch Stadium                   | Sergio Romo, San Francisco Giants       | 4–4, 9ª 0 out 0 on  | 5–4                     | 1–1             | Com nenhum eliminado na parte baixa da nona entrada e com a contagem de arremessos em 1-0, Wong rebateu um home run sobre o muro do campo, empatando a série da NLCS contra o San Francisco Giants. |
| 2014 NLCS | Jogo 5, 16 de Outubro | Travis Ishikawa, San Francisco Giants | AT&T Park                       | Michael Wacha, St. Louis Cardinals      | 3–3, 9ª 1 out 2 on  | 6–3                     | 4–1 SF          | Com um eliminado na parte baixa da nona, com corredores na primeira e segunda bases, após uma rebatida simples de Pablo Sandoval (substituído por Joaquín Árias como corredor designado) e um walk de Brandon Belt, e contagem em 2-0, Ishikawa rebateu seu home-run por sobre o muro do campo direito, conquistando a vitória da NLCS por 4-1 NLCS. Foi a primeira vez na história da NLCS em que um walk off home-run encerrou a série. |

### All-Star Game
| Ano  | Rebatedor                                   | Data e local                          | Arremessador                        | Placar final | Notas |
| ---- | ------------------------------------------- | ------------------------------------- | ----------------------------------- | ------------ | --- |
| 1941 | Ted Williams, LA (Boston Red Sox)           | 8 de Julho, Briggs Stadium            | Claude Passeau, LN (Chicago Cubs)   | 7–5          | Com dois homens em base e a Liga Americana à uma eliminação da derrota, Williams rebateu com a contagem em 1–1 para o campo direito. Mais tarde afirmou: "Eu fechei os olhos e rebati." Foi o primeiro jogo de All-Star decidido na entrada final.                                                                              |
| 1955 | Stan Musial, LN (St. Louis Cardinals)       | 12 de Julho, Milwaukee County Stadium | Frank Sullivan, LA (Boston Red Sox) | 6–5          | Após estar atrás no placar por 5–0 na sétima entrada, o home run de Musial para o campo direito no primeiro arremesso da 12ª entrada completou a virada da Liga Nacional; foi a primeira vitória da LN em seis anos. |
| 1964 | Johnny Callison, LN (Philadelphia Phillies) | 7 de Julho, Shea Stadium              | Dick Radatz, LA (Boston Red Sox)    | 7–4          | Com dois homens em base e dois eliminados na nona entrada, Callison venceu o jogo com um home run para o campo direito. Willie Mays tinha empatado o jogo um pouco cedo na mesma entrada com um walk, roubo de base e anotando corrida na rebatida simples de Orlando Cepeda. Foi a sexta vitória da LN nos últimos sete jogos. |

## Outras ligas
Os jogos da  Little League Baseball tem apenas 7 entradas.
| Ano  | Rebatedor                                | Evento                     | Data e local                            | Arremessador                              | Situação            | Placar final | Notas |
| ---- | ---------------------------------------- | -------------------------- | --------------------------------------- | ----------------------------------------- | ------------------- | ------------ | --- |
| 1955 | Rich Cominski, Morrisville, Pennsylvania | Little League World Series | 26 de Agosto, Williamsport, Pensilvânia | Tommy Trotman, Merchantville, Nova Jérsei | 3–3, 7ª Leadoff     | 4–3          | Cy Young fez o primeiro arremesso do torneio, dois meses de sua morte aos 88 anos. |
| 1996 | Warren Morris, LSU                       | College World Series       | 8 de Junho, Rosenblatt Stadium          | Robbie Morrison, Miami                    | 7–8, 9ª 1 on, 2 out | 9–8          | Morris rebateu com dois eliminados um home run de duas corridas para vencer o jogo e dando ao LSU Tigers seu 3º título da CWS. Foi também o primeiro e último home run de Morris, o único walk-off home run na história da College World Series. Além disso, é o único walk-off home run com dois eliminados, na nona entrada de um campeonato colegial ou de nível professional.                                   |
| 2005 | Michael Memea, Ewa Beach, Havaí          | Little League World Series | 28 de Agosto Lamade Stadium             | Christopher Garia, Willemstad, Curaçao    | 6–6, 7ª Leadoff     | 7–6          | Memea rebateu o home run vencedor na parte baixa da sétima entrada do jogo, dando ao Hawaii o campeonato contra os defensores do título de Curaçao. |
| 2007 | Deion Rosalia, Willemstad, Curaçao       | Little League World Series | 23 de Agosto, Volunteer Stadium         | Reinaldo Amaro, Maracaibo, Venezuela      | 1–2, 7ª 2 on, 2 out | 4–2          | Em um semi-final, os times de Curaçao e Venezuela estavam empatados em 1–1 ao fim de seis entradas. O home run solo do venezuelano Bryan Charry na parte alta da sétima entrada colocou seu time na liderança po 2–1. Curaçao não tinha nenhum homem em bases com dois eliminados na sétima entrada, mas uma rebatida simples e um walk preparam o cenário para Rosalia que rebateu o home run vencedor da partida. |
| 2007 | Ryo Kanekubo, Tóquio, Japão              | Little League World Series | 25 de Agosto Lamade Stadium             | Rudson Pietersz, Willemstad, Curaçao      | 3–4, 6ª 3 on, 1 out | 7–4          | Dois dias mais tarde, no encontro international, Curaçaose tornou a vítima de um walk-ff home run. Tomaram a liderança por 4–3 na parte baixa da sexta entrada, mas o time do Japão respondeu lotando as bases para o home run de Kanekubo, mandando o time para o jogo pelo título no dia seguinte. |
| 2007 | Dalton Carriker, Warner Robins, Georgia  | Little League World Series | 26 de Agosto, Lamade Stadium            | Junsho Kiuchi, Tóquio, Japão              | 2–2, 8ª Leadoff     | 3–2          | Desta vez, foi o Japão a vítima, após um home run solo de Carriker na parte baixa da oitava entrada, dando ao estado da Geórgia seu segundo título consecutivo e ao EUA seu terceiro título consecutivo. |